# Alternative Press
Alternative Press (w skrócie AP) – amerykański miesięcznik z siedzibą w Los Angeles, poświęcony muzyce, kulturze i stylowi życia. Założony w 1985 roku w Cleveland. Funkcjonuje również jako strona internetowa, altpress.com.

## Historia
Alternative Press założył w 1985 roku w Cleveland Mike Shea jako magazyn mający promować muzykę alternatywną, należącą wówczas do podziemnej sceny przemysłu muzycznego. W ciągu kolejnych lat Shea i jego zespół zbudowali magazyn, który stał się jednym z wiodących wydawnictw muzycznych w Stanach Zjednoczonych, pomagając w początkowym okresie kariery takim zespołom jak: Nine Inch Nails, Green Day, Paramore i Fall Out Boy.
W maju 2013 roku ukazało się specjalne, 300. wydanie magazynu ze specjalnie zaprojektowaną okładką stworzoną przez byłego wokalistę My Chemical Romance, Gerarda Waya. Przeprojektowany magazyn ukazał się w formacie przypominającym książkę.
W 2014 roku Alternative Press zapoczątkował przyznawanie nagród Alternative Press Music Awards w 15 kategoriach, w tym: Artist of the Year, Album of the Year, Artist Philanthropic Award, Most Dedicated Fans oraz nagród dla: najlepszego wokalisty, gitarzysty, basisty i perkusisty. Nagrody te przyznawal przez kolejne cztery lata.
W 2016 roku z okazji 30-lecia magazynu Alternative Press zorganizował własną wystawę w Rock and Roll Hall of Fame.
Jesienią 2020 roku został sprzedany spółce MDDN LLC. Shea i wieloletni redaktor Jason Pettigrew odeszli z redakcji.
W komunikacie prasowym z 30 grudnia 2021 roku magazyn Alternative Press ogłosił nominację Julie Anne Quay na stanowisko prezesa wydawnictwa. W styczniu 2022 roku przeniósł swoją siedzibę z Cleveland do Los Angeles.

## Profil
Alternative Press publikuje bieżące wiadomości z rynku muzycznego, wywiady i zdjęcia, skierowane do kolekcjonerów i fanów, prezentuje najnowsze trendy w muzyce i kulturze młodzieżowej oraz ekskluzywne premiery multimedialne. Organizuje koncerty AP Tour. Prowadzi własny sklep internetowy. Jest dostępny również cyfrowo za pośrednictwem różnych urządzeń mobilnych i tabletów.